# Olivier Pardini
Pour les articles homonymes, voir Pardini.
Olivier Pardini est un coureur cycliste belge (né le 30 juillet 1985 à Oupeye), professionnel entre 2011 et 2017.

## Biographie

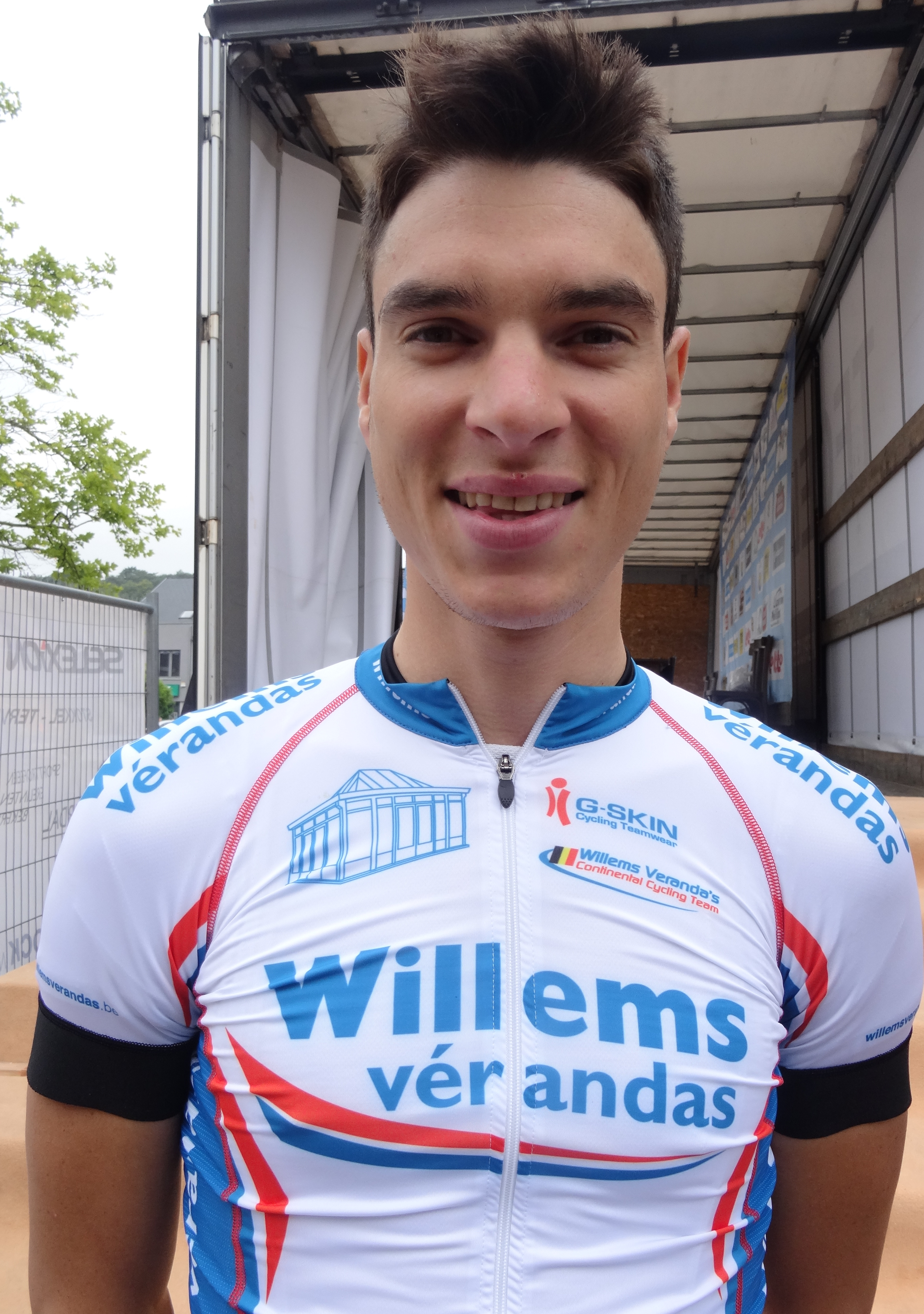
Olivier Pardini lors de la Course des raisins 2014.

Fin 2015, il quitte la formation Verandas Willems pour rejoindre l'équipe continentale belge Wallonie Bruxelles-Group Protect.
Au mois d'août 2017, il termine huitième du Grand Prix de la ville de Zottegem. À l'issue de cette saison, il n'est pas conservé par sa formation WB-Veranclassic-Aqua Protect. Après avoir attiré la convoitise de plusieurs équipes continentales, il fait le choix de signer un contrat en faveur de l'équipe luxembourgeoise Differdange-Losch, avec un statut d'élite sans contrat.
En août 2018, il termine 16e du Grand Prix des Marbriers à Bellignies et quinzième de la Course des raisins.
Il arrête sa carrière en novembre 2018 et devient représentant pour la firme Carbonbike.

## Palmarès et classements mondiaux

### Palmarès sur route
- 2010

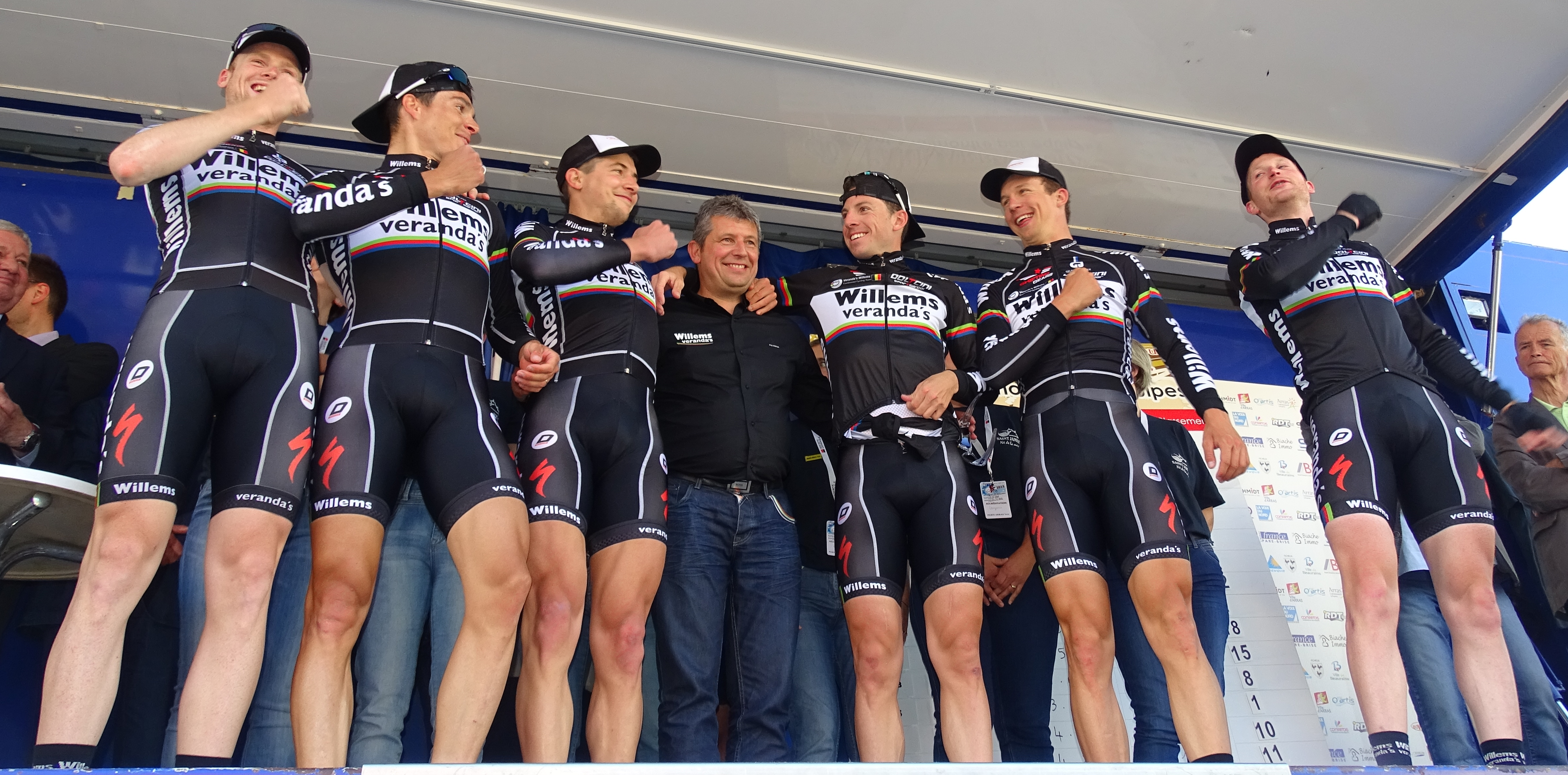
L'équipe Verandas Willems, constituée de Stef Van Zummeren, Olivier Pardini, Christophe Prémont, du directeur sportif Gautier De Winter, Gaëtan Bille, Dimitri Claeys et Joeri Calleeuw, remporte le contre-la-montre par équipes de la 1re étape du Paris-Arras Tour 2015.

  - 4e étape du Tour de la province de Namur
  - 2e du Tour de la province de Namur
  - 2e du Mémorial Philippe Van Coningsloo
  - 3e du championnat du Limbourg sur route espoirs
- 2011
  - Vainqueur de la Topcompétition
  - 3e du Circuit Het Nieuwsblad espoirs
- 2012
  - Grand Prix Etienne De Wilde
  - 3e des Deux Jours du Gaverstreek
- 2013
  - 2e du Grand Prix de Lillers
- 2014
  - Prologue du Sibiu Cycling Tour
  - 2e du Grand Prix de la ville de Pérenchies
- 2015
  - 1re étape du Paris-Arras Tour (contre-la-montre par équipes)
  - Contre-la-montre par équipes de Borlo
  - Ronde van Midden-Nederland :
    - Classement général
    - 1re étape (contre-la-montre par équipes)

  - 2e du Duo normand (avec Dimitri Claeys)
  - 3e du Paris-Arras Tour
- 2016
  -  Champion de Belgique du contre-la-montre par équipes
  - Classement général de l'Istrian Spring Trophy
  - 2e étape du Tour de Normandie
  - Circuit des Ardennes international :
    - Classement général
    - 3e étape

  - 2e du Tour de Normandie
  - 2e de la Roue tourangelle
  - 3e de la Classic Sud Ardèche
- 2017
  - 3e du Grand Prix Marcel Kint
- 2018
  - 2e du Grand Prix OST Manufaktur
  - 2e de l'Internationale Wielertrofee Jong Maar Moedig

### Classements mondiaux
| Année           | 2005 | 2006 | 2007 | 2008 | 2009 | 2010 | 2011 | 2012 | 2013 | 2014 | 2015 | 2016 | 2017 |
| --------------- | ---- | ---- | ---- | ---- | ---- | ---- | ---- | ---- | ---- | ---- | ---- | ---- | ---- |
| UCI Europe Tour | 878e | 637e | 517e | 496e | 778e | 467e | 369e | nc   | 392e | 166e | 85e  | 40e  | 199e |